# Glutathion-S-Transferasen
Glutathion-S-Transferasen (GSTs, auch Glutathiontransferasen) sind Enzyme, die die Bindung von Glutathion an toxische Metabolite oder Xenobiotika (organismusfremde organische Verbindungen) katalysieren. Die so gebildeten Konjugate können, je nach Organismus, durch Transport aus der Zelle und Exkretion oder durch Import in Vakuolen und folgenden Abbau aus dem Stoffwechsel entfernt werden. Glutathiontransferasen kommt damit eine zentrale Rolle bei der Entgiftung organischer Stoffe zu.
Die Konjugation von Glutathion geschieht meist nach Aktivierung des Substrats durch Oxidasen, durch einen nukleophilen Angriff der Thiolgruppe des zentralen Cysteins des Glutathions. Glutathiontransferasen haben unterschiedliche Substratspezifitäten und durch eine hohe Zahl von Isoformen (z. B. 48 in Arabidopsis thaliana) kann ein breites Spektrum an Xenobiotika entgiftet werden.

## Klassifikation
Bei den folgenden Klassen sind, wo vorhanden, am Ende jeweils die menschlichen Gene angegeben:
- MAPEG (Mikrosomale GST-I): Homotrimere Membranproteine, die hochkonserviert sind und in allen Lebewesen vorkommen, mit Lipoxygenase, und teilweise mit Leukotrien-C4-Synthase oder Glutathionperoxidase-Aktivität (MGST1, MGST2, MGST3)
- kappa: lokalisiert in Mitochondrien und Peroxisomen (GSTK1)
- alpha: machen drei Prozent des löslichen Proteins der Leber aus und sind teilweise spezialisiert auf Lipidperoxide (GSTA1, GSTA2, GSTA3, GSTA4, GSTA5). mu: (GSTM1, GSTM2, GSTM3, GSTM4, GSTM5). pi: (GSTP1). alpha/mu/pi sind säugetierspezifisch
- sigma: auch in Säugetieren, aber weiter verbreitet in Wirbellosen; DmGSTS1-1 macht etwa ein Prozent des löslichen Proteins in Drosophila melanogaster aus.
- theta: kann CDNB nicht verwerten; Serin ist katalytisch aktiv, im Gegensatz zu Tyrosin bei alpha/mu/pi (GSTT1, GSTT2, GSTT4 siehe UniProt A8MPT4)
- zeta: identisch mit Maleylacetoacetat-Isomerase (EC 5.2.1.2), katabolisiert α-Halogencarbonsäuren (GSTZ1)
- omega: in Säugetieren, Insekten, Würmern; Cystein als aktives Zentrum; zeigen ähnlich den Thioredoxin-ähnlichen Proteinen Thioltransferase- und Dehydroascorbatreduktase-Aktivität (GSTO1, GSTO2, siehe Glutathiontransferase Omega)
- beta: Bakterienenzyme mit aktivem Cystein, involviert in Katabolismus organischer Moleküle
- delta/epsilon: insektenspezifisch mit aktivem Serin; Funktion bei Resistenz gegen sekundäre Pflanzenstoffe und Insektizide
- helminthische GSTs

## Verwendung in der Biotechnologie
Aufgrund der hohen Affinität von Glutathion-S-Transferasen für Glutathion werden diese in der Molekularbiologie häufig als Protein-Tags verwendet. Ein Fusionsprotein aus dem zu untersuchenden Protein und einer Glutathion-S-Transferase kann über eine Glutathion-haltige Matrix gebunden werden, was affinitätschromatographisch genutzt werden kann, um das Fusionsprotein oder an das Fusionsprotein bindende Faktoren spezifisch anzureichern (Pulldown-Assay).

## Klinische Bedeutung
Zusätzlich zu ihrer Rolle bei der Krebsentstehung und der Resistenz gegen Chemotherapeutika sind GST aufgrund ihrer Beteiligung an GSH mit einer Vielzahl von Krankheiten assoziiert. Über den Einfluss von GST-Polymorphismen der Alpha-, Mu-, Pi- und Theta-Klassen auf die Anfälligkeit für verschiedene Krebsarten haben zahlreiche Studien solche genotypischen Variationen mit Asthma, Arteriosklerose, Allergien und anderen entzündlichen Erkrankungen in Verbindung gebracht.